# Свято-Троицкая церковь (Львов)

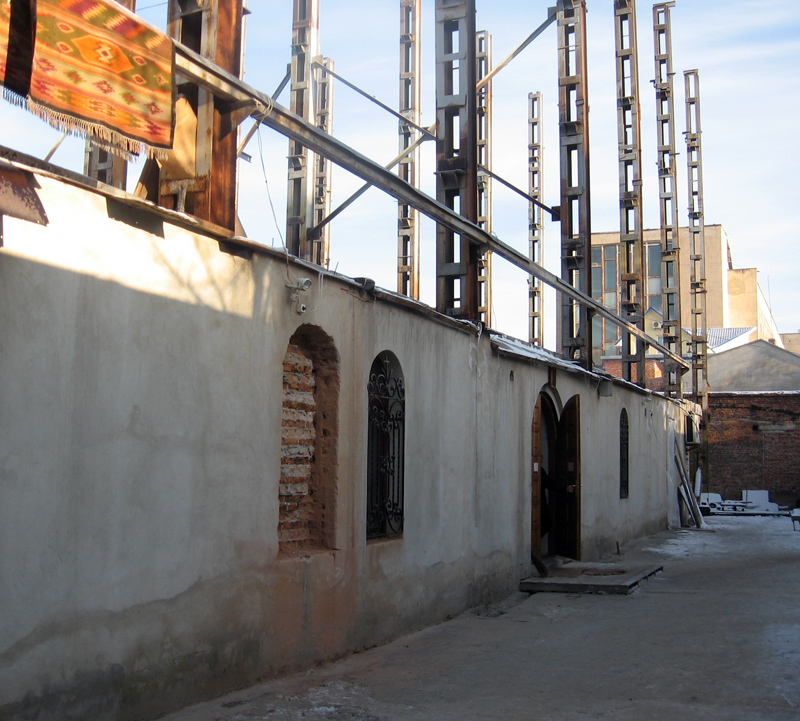
Православная Свято-Троицкая церковь

Свя́то-Тро́ицкий храм — православная церковь во Львове (Украина) на улице Антоновича. Принадлежит Украинской православной церкви Московского патриархата. Богослужение в храме проводится на церковнославянском языке.
Первоначально львовский храм во имя Пресвятой Троицы начали строить в 1897 году, однако по требованию австрийских властей он был в 1901 году освящён во имя Святомученика Георгия Победоносца. В 1994 году священник Львовской епархии Владимир Шарабура получил благословение архимандрита Иоанна (Крестьянкина) на строительство нового Свято-Троицкого храма в 2002 году на бывшей территории завода «Кинескоп», который в советский период производил телевизионные трубки, кинескопы и оборонную продукцию и был разорён в период независимости Украины.
Здание состоит из первого этажа складского корпуса, шесть верхних этажей разобраны и сохраняются в виде несущих металлических конструкций. Новый храм обустраивался под окормлением насельника Свято-Успенской Почаевской лавры архимандрита Димитрия (Шевкеника). Первое богослужение было проведено 11 апреля 2004 года, а с 2007 года богослужения стали ежедневными. При храме была открыта воскресная школа, обустроены библиотека и церковная лавка. 
В 2009 году был собран новый иконостас, завершено обустройство просфорни. Для временной колокольни храма в Ярославле были отлиты десять колоколов. На июнь 2010 года по воскресеньям и праздникам в храме служили две Божественные литургии, при храме несли послушание три священника и два диакона.